# Gira Mujer
Esta es la primera gira de Marta Sánchez en solitario con su Gira Mujer y su primer disco en solitario como primer sencillo "Desesperada".

## Repertorio de la gira
1. "Ya No Sé"
2. "Nube De Verano"
3. "Cuidado"
4. "Tal Vez"
5. "De mujer a mujer"
6. "Con Sólo Una Mirada"
7. "Lili Marlén"
8. "Desesperada"
9. "Soldados del amor"
10. "Lejos De Aquella Noche"
11. "Kiss/September"
12. "Amén"
13. "Desesperada"

## Fechas de la gira
| Europa                  |            |        |                       |
| 7 de julio de 1994      | Pontevedra | España | Recinto Ferial        |
| 19 de agosto de 1994    | Madrid     | España | Parque de atracciones |
| 20 de agosto de 1994    | Málaga     | España | Auditorio Municipal   |
| 2 de septiembre de 1994 | Tenerife   | España | Auditorio             |
| 11 de octubre de 1994   | Bilbao     | España | Teatro Campos Elíseos |
| 15 de octubre de 1994   | Zaragoza   | España | Teatro Zaragoza       |

- Datos: Q28501078